# Cégep de Sept-Îles
Le Cégep de Sept-Îles est un cégep bilingue de la région de la Côte-Nord situé à Sept-Îles. Il possède également un centre collégial de transfert de technologie reconnu par le ministère de l'Éducation, du Loisir et du Sport en 2008, l'Institut technologique de maintenance industrielle (ITMI) qui offre des services de recherche et développement, de soutien technique ainsi que de la formation aux entreprises. 
Solidement ancré dans le milieu nord-côtier depuis plus de quarante ans, sa mission première est d'offrir une formation collégiale de qualité et de soutenir activement la recherche et le développement régional. Il est reconnu comme un établissement chaleureux et dynamique qui place l'innovation au centre de ses activités et qui rayonne activement dans son milieu. Le Cégep de Sept-Îles souscrit aux valeurs suivantes : le professionnalisme, l'engagement et le respect.

## Historique
Le Cégep de Sept-Îles faisait partie autrefois du Cégep régional de la Côte-Nord. En mars 1980, afin de mieux servir la région, deux cégeps autonomes succèdent au Cégep régional, soit le Cégep de Hauterive et le Cégep de Sept-Îles. 

## Programmes d'études
Le Cégep de Sept-Îles offre plusieurs programmes collégiaux. En plus d'une formation générale, il offre des programmes techniques, particulièrement ceux liés à l'industrie des mines.

### Liste des programmes
Cheminements particuliers
- Préalables universitaires (080.04)
- Tremplin DEC (061.01)

Programmes préuniversitaires
- Sciences de la nature (200.B0)
- Science (200.B1)
- Sciences humaines (Société et individu ou Sciences de l'administration) (300.A0)
- Social Science (300.A3)
- Langues, lettres et communication (500.AC)
- Arts visuels (510.A0)

Programmes techniques
- Soins infirmiers (180.A0)
- Technologie de maintenance industrielle (214.D0)
- Technologie de l'électronique industrielle (243.C0)
- Technologie minérale (géologie) (271.AA)
- Technologie minérale (exploitation) (271.AB)
- Technologie minérale (minéralurgie) (271.AC)
- Techniques d'éducation à l'enfance (322.A0)
- Techniques de comptabilité et de gestion (410.B0)
- Techniques de bureautique (coordination du travail de bureau) (412.AA)
- Techniques de l'informatique (informatique de gestion) (420.AA)

### Alternance travail-études
Le Cégep de Sept-Îles offre 5 programmes techniques en Alternance travail-études. Cette formule éducative permet de réaliser des stages rémunérés en entreprise durant les études. Les programmes participants sont :
- Technologie de maintenance industrielle
- Technologie de l’électronique industrielle
- Technologie minérale
- Techniques de bureautique
- Techniques de l’informatique

### Ententes DEC-BAC
Le Cégep de Sept-Îles a conclu avec plusieurs universités des ententes DEC-BAC pour quelques-uns de ses programmes de formation technique. Les ententes concernent les programmes techniques suivants :
- Soins infirmiers
- Techniques de comptabilité et de gestion
- Techniques de l’informatique
- Technologie minérale

## Formation continue
Le Cégep de Sept-Îles possède aussi un centre de formation continue qui offre des attestations d'études collégiales (AEC). 

## Sports collégiaux
Le Cégep de Sept-Îles est représenté au niveau collégial dans le Réseau du sport étudiant du Québec (RSEQ) par les Voyageurs. Le collège dispose d'équipes en volleyball, soccer intérieur et cross-country.

## Vie étudiante
L'établissement collégial offre de multiples activités pour favoriser l'épanouissement de ses étudiants (animation sportive et socioculturelle). Les étudiants participent aussi à plusieurs concours. 